# Клембув (Люблінське воєводство)
Клембув (пол. Klębów) — село в Польщі, у гміні Улян-Майорат Радинського повіту Люблінського воєводства.
Населення — 115 осіб (2011).
У 1975-1998 роках село належало до Білопідляського воєводства.

## Демографія
Демографічна структура станом на 31 березня 2011 року:
|          | Загалом | Допрацездатний вік | Працездатний вік | Постпрацездатний вік |
| -------- | ------- | ------------------ | ---------------- | -------------------- |
| Чоловіки | 64      | 20                 | 34               | 10                   |
| Жінки    | 51      | 10                 | 29               | 12                   |
| Разом    | 115     | 30                 | 63               | 22                   |